# Lyubov Odynokova
Lyubov Ivanivna Odynokova-Berezhnaya (em ucraniano:Любов Іванівна Одинокова-Бережная, 24 de julho de 1955) é uma ex-handebolista soviética, bicampeã olímpica.

## Carreira
Ela fez parte da geração soviética campeã das duas primeiras Olimpíadas do handebol feminino, em Montreal 1976 e Moscou 1980, com um total de 25 gols, em 10 jogos.